# Teepleite
La teepleite è un minerale.